# Efatestorfotshöna
Efatestorfotshöna (Mwalau walterlinii) är en förhistorisk utdöd fågel i familjen storfotshöns inom ordningen hönsfåglar. Fågeln beskrevs 2015 utifrån fossila lämningar funna i kökkenmöddingar från Lapitafolket på ön Efate i Vanuatu, Melanesien. Den placeras som ensam art i släktet Mwalau. Lagrena där benen hittats är mellan 2800 och 3000 gamla. Den var större än andra levande storfotshöns, i proportionerna mest lik arterna i släktet Alectura. Fågeln kunde flyga.